# Экспресс АМ33
Экспресс-AM33 — российский телекоммуникационный спутник серии «Экспресс», созданный НПО ПМ совместно с группой Thales Alenia Space, по заказу ФГУП «Космическая связь». Предназначен для предоставления пакета мультисервисных услуг: цифрового телерадиовещания, телефонии, видеоконференцсвязи, передачи данных, доступа в интернет. Кроме того, позволяет создавать сети связи на основе технологии VSAT. В зоне охвата спутника находились территории России, Казахстана, северные районы Центральной Азии, Монголии и Китая.
Запуск 28 января 2008 года, введён в эксплуатацию 14 апреля 2008 года.

## Полезная нагрузка
Всего 27 транспондеров: L-диапазона, Ku-диапазона и C-диапазона мощностью 100, 150, 85 Вт, и полосой пропускания 40, 54, 1 МГц.
Расчётная точка стояния — 96,5° в. д. Переведён в 11° з. д.

## Вещание
«Экспресс-АМ33» был задействован в вещании в аналоговом формате общероссийских телеканалов: «Первого канала», «России-1», «Культуры», «Пятого канала»; обеспечивал вещание «Радио России» и радио «Маяк» в регионах зоны вещания «В»: Алтайском и Красноярском краях, Иркутской, Кемеровской, Томской областях, Республиках Алтай, Бурятия, Хакасия, Тыва до отключения в России аналогового телевещания федеральных каналов. Также был задействован в вещании «Первого канала» в Новосибирской области.
Ресурс «Экспресса-АМ33» использовали российские VSAT-операторы ГК Искра, ГК AltegroSky, ОАО «РТКомм. РУ», ЗАО «Вэб Медиа Сервисез» (бренд HeliosNet), ЗАО «Амтел-Связь» (бренд Amtelcom), ЗАО «Дозор-Телепорт», ООО «Эквант», ООО «ГеоТелекоммуникации», ЗАО «Норильск-Телеком».

## События
- В конце апреля 2008 года были проведены испытания технологии DVB-S2 для предоставления услуг телерадиовещания и высокоскоростной передачи данных. Результаты измерений при проверке функциональных характеристик и загрузки транспондера спутника «Экспресс-АМ33» с применением высокой иерархической системы модуляции 32 APSK 9/10 и использованием оборудования DVB-S2 компании Newtec показали, что экономия орбитального ресурса может достигать 58,7 %, что является беспрецедентным показателем для российских спутников[5].
- 30 апреля 2008 года ОАО «Вымпел-Коммуникации» (ТМ «Билайн») и ФГУП «Космическая связь» (ГПКС) заключили контракт на использование спутниковой ёмкости С-диапазона спутников «Экспресс-АМ33» (96,5° в. д.) и «Экспресс-АМ3» (140° в. д.)[6].
- После сбоя в работе KazSat (июнь 2008 года) выбывшие мощности были замещены ресурсами «Экспресс-АМ33» (96,5° в. д.) и «Экспресс-А2» (103° в. д.)[7].
- В декабре 2014 года аппарат был застрахован «Ингосстрах» и СОГАЗ[8].
- 3 февраля 2015 года в 22:35 (MSK) дежурный Российской телевизионной и радиовещательной сети зафиксировал потерю связи со спутником. Одновременно из ФГУП «Космическая связь» сообщили о потере ориентации космического аппарата[3]. В ночь с 3 на 4 февраля ведомство создало оперативный штаб, в который вошли рабочие группы ГПКС, РТРС и телеканалов, вещание которых шло через спутник. В первые минуты после аварии сработала система экстренного переключения, созданная РТРС, и трансляция аналоговых телеканалов пошла по резервным системам через космический аппарат «Ямал-401». В первый час у большинства пользователей заработали все телеканалы, «Первый канал» охватил сразу 90 % своих зрителей[4]. Информация о сбое в работе спутника появилась в СМИ на следующий день. Характер неполадок и причины их возникновения не уточнялись[8]. К 15:00 (MSK) 4 февраля было объявлено, что специалисты «Космической связи» и ИСС им. Решетнёва удалось полностью восстановить работу космического аппарата и возобновить предоставление услуг связи и вещания[9]. После происшествия было принято решение разработать план по организации дополнительного резервирования сигнала спутника[3].
- 17 августа 2021 года завершено перемещение спутника в точку стояния 11° з. д.[10]
- В августе 2022 года все работы со спутником прекращены. При гарантийном сроке активного существования 12 лет "Экспресс-АМ33" отработал на орбите 14 лет и 7 месяцев[11]